# 卡乔里利亚
卡乔里利亚，是西班牙埃斯特雷马杜拉卡塞雷斯省的一个市镇。总面积41平方公里，总人口95人（2001年），人口密度2人/平方公里。